# CS Link
CS Link byla satelitní platforma, nabízející své kanály na území České a Slovenské republiky. V roce 2011 ji spolu s do té doby konkurenčním Skylinkem koupila lucemburská mediální skupina M7 Group. Platforma umožňovala příjem českých a slovenských programů v SD i HD rozlišení a také placených stanic.

## Historie
Satelitní platforma CS Link navázala v roce 2006 na dlouholetou tradici platformy Czech Link, která tehdy pod touto značkou přestala vysílat. Nejprve sdružovala 2 značky- Gital a Trade and Technology. Vzhledem k tomu, že někteří zaměstnanci společnosti CS Link byli ale zároveň zaměstnaní ve společnosti Gital, rozhodla se společnost Trade and Technology, že se spojí se slovenským Skylinkem, a vytvoří značku svou. Vzhledem k tomu, že byla společnost Gital zažalována kvůli dluhům, převzala její zákazníky staronová společnost CS Link. Z tohoto důvodu se o společnosti CS Link mluví někdy i jako o společnosti Gital.

## Technické informace
CS Link vysílal ze satelitní pozice Astra 3, ze satelitní pozice 23.5°E, jako kódovací system pro své karty zvolil tehdy běžný systém CryptoWorks (CAID 0D0F), který použila jak pro neplacené programy tak pro všechny placené. V roce 2011 byl uveden do provozu nový kódovací systém Irdeto (CAID 0666) , který měl původní karty nahradit z důvodu ukončení podpory systému CryptoWorks ze strany jeho vlastníka. O rok později společnost M77 Group ukončila registraci karet CryptoWorks. 

## Kauza servisní poplatek
Dne 30. května 2012 provozovatel platforem Skylink a CS Link informoval, že od 1. září zavádí tzv. servisní poplatek ve výši 29 korun měsíčně a 348 ročně.  Poplatek se měl platit za každou kartu, která se v domácnosti nacházela (s výjimkou tzv. ČT karet, které umožňovaly přijímat pouze veřejnoprávní programy České Televize). Za zpoplatnění služeb, které byly dříve označovaný jako "navždy zdarma" hrozily společnosti pokuty až do výše 25 milionů korun.  Český Telekomunikační úřad nakonec udělil dvě pokuty v celkové výši 15. milionů korun. 

## Programová nabídka
CS Link nabízel několik programových balíčků:

### DIGITAL
Základní programový balíček, který byl dostupný na všech kartách s uhrazeným servisním poplatkem. Umožňoval sledovat všechny české a slovenské komerční a veřejnoprávní programy.
V nabídce bylo také několik doplňkových balíčků:
TOTAL, MIX, DOKUMENTY, SPORT, FILM, FILMBOX a MÝCH 6. Balíček MÝCH 6 neměl specifikovanou nabídku a zákazník si tedy mohl vybrat programy podle svého gusta. Prakticky stejný balíček v roce 2012 zavedl Skylink pod názvem FLEXI 7.
Délka předplatného byla od 1 měsíce až po 1 rok.

## Konec platformy
V září 2012 se provozovatel rozhodl, že bude provozovat a rozvíjet placenou nabídku pouze na kartách Skylink. Původní balíčky od CS Linku tak byly k 24.9.2012 staženy z prodeje a nahrazeny balíčky od Skylinku.  Po jejich objednání byla zákazníkovi zaslána nová karta s předplaceným balíčkem a původní karta CS Link byla deaktivována. O den později společnost M77 Group prostřednictvím webu Parabola.cz informovala o přechodu zákazníků s placenou televizí na Skylink, provozovatel zároveň informoval, že k 30.11.2012 vypne všechny placené programy, které měl CS Link v nabídce.  Dne 30.11.2012 nakonec došlo k vypnutí šesti placených programů. Konkrétně šlo o programy AXN, AXN Crime, AXN Sci-Fi, Spektrum, Universal Channel a Sport2. Na jejich pozicích se objevila následující textová informace:
POZOR!
Placená nabídka je na kartách CS Link postupně vypínána.
Registrujte prosím kartu Skylink Výměna M7.
Informace na www.cslink.cz
Zákazníkům, kteří měli předplacen některý z balíčků s datem konce předplatného po 30.11.2012 byla zdarma zaslána nová karta Skylink s aktivovaným balíčkem Flexi 7 nebo Multi (podle toho, jaký balíček měli předplacený na staré kartě). Př: MÝCH 6 nebo DOKUMENTY u CS Linku = FLEXI 7 u Skylinku, TOTAL u CS Linku = Multi u Skylinku. Datum konce předplatného se shodoval s koncem původního balíčku. 
Zbývající programy zůstaly na kartách CS Link aktivní do 15.1.2013, kdy došlo k jejich vypnutí. V tento den také na satelitu Astra 3B (23,5°E) skončil program Minimax z důvodu neshody společnosti M7 Group s jeho provozovatelem.  Dne 25. února 2013 společnost M7 Group informovala, že o měsíc později skončí možnost registrace všech karet CS Link (tedy včetně karet Irdeto).  Měsíc po ukončení registrace karet provozovatel přestal rozšiřovat nabídku na těchto kartách.  Kanál WAU TV tak byl první stanicí, ke které uživatelé těchto karet jíž neměli přístup.
CS Link definitivně ukončil činnost 30.9.2016, kdy došlo k vypnutí kódovacího systému Irdeto (CAID 0666) který tato platforma používala. 